# Proseč-Obořiště (zámek)
Zámek Proseč-Obořiště stojí ve vsi Proseč-Obořiště, místní části Nové Cerekve. Dnes v něm funguje domov důchodců.

## Historie
První písemná zmínka o vsi pochází z roku 1370, kdy je zmiňován Drslav z Proseče. Ten pravděpodobně seděl na zdejší tvrzi, která stávala v místech dnešního zámku. Na konci 14. století se dostala do držení Jana Hazmuky z Proseče, stoupence Rožmberků proti králi Václavu IV. Ten také v roce 1415 připojil svou pečeť ke stížnému dopisu kostnickému koncilu. Nedlouho poté zřejmě umírá, neboť v roce 1417 je jako majitel uváděn kněz Mikuláš z Proseče, Drslavův syn. 
Po smrti jeho syna Viléma dochází patrně k častému střídání majitelů, ovšem o tomto období se dochovalo jen minimum listin. Je vysoce pravděpodobné, že jedním z těchto majitelů byl Chval z Chmelného, purkrabí na statcích Oldřicha II. z Rožmberka. Někdy okolo roku 1446 získává Proseč nebo její část Vikéř z Chmelného. Okolo roku 1461 jej získal Vít z Pelhřimova a Mikuláš Tytlmatl. Později připadl jako odúmrť králi Jiřímu z Poděbrad, jenž statek v roce 1467 daroval Burianu Trčkovi z Lípy. Ten jej ovšem obratem prodal Prokopu Štítnému ze Štítného a po jeho smrti tvrz zdědil jeho syn Václav Štítný.
Od něj jej v roce 1535 odkoupil Jan Leskovec z Leskovce. V roce 1549 došlo k rozdělení jeho pozůstalosti a Proseč s Božejovem zdědila jeho dcera Dorota Ostrovcová z Leskovce. Po dalším dělením v roce 1564 získal prosečský statek tehdy nezletilý Ladislav Ostrovec z Kralovic, jenž se ho ujal až v 70. letech 16. století. Po jeho smrti jej vdova Anežka ze Zahrádky převedla na Jana Ostrovce z Kralovic, jenž ale dával přednost Vlašimi a Novému Domašínu. 
V roce 1604 tedy statek odkoupil Ladislav Ostrovec z Kralovic, jenž o tvrz pro účast na stavovském povstání v roce 1623 přišel. V dražbě jej však zakoupila jeho třetí manželka Ozyana Beřkovská ze Šebířova. Ladislav Ostrovec byl v roce 1624 v Praze zabit a Ozyana se následně provdala za rytmistra Jana Lipolta Voračického z Paběnic, jenž se po její smrti v roce 1630 stal majitelem Proseče. Voračičtí statek drželi do začátku 18. století, kdy byl rozdělen na menší části a Proseč odkoupil Josef Běšina z Běšin a od něho v roce 1724 Felix František Leopold Šenovec z Ungersvertu.
V roce 1733 tvrz odkoupil rytíř Jan Petr von Augustin. V roce 1747 Proseč i s nově vzniklým dvorem Obořiště odkoupila Antonie Schleichartová z Wiesentalu, dcera pelhřimovského primátora Josefa Ignáce Pichmana. Ta spolu se svým mužem Janem Jiřím Schleichartem z Wiesentalu nechala v roce 1757 tvrz přestavět na barokní zámek. V dědictví rodiny zůstal zámek do začátku 19. století. Nejprve jej zdědila Marie Františka Kerndlingerová z Ehrenfeldu, za níž se začíná prosazovat název Proseč-Obořiště, a roku 1816 i její syn Jan Nepomuk Kerndlinger, rytíř z Ehrenfeldu, který jej ovšem o rok později prodal. Následovalo období častého střídání majitelů, během něhož prošly interiéry a zámecký park řadou úprav. V roce 1817 zámek odkoupil svobodný pán Rudiger von Stillfried a v roce 1820 rytíř Josef von Prochazka. V roce 1822 mění majitele znovu, když jej zakoupil pražský měšťan Ignác Stefan. ten se ovšem zadlužil a v roce 1829 zámek získal jeho věřitel hrabě Vincenc z Valdštejna-Vartenberka.
V 80. letech 19. století zámek odkoupil říšský svobodný pán Leopold Sternbach ze Stocku a Luttachu a ve vlastnictví jeho potomků zůstal do roku 1945, kdy jim byl na základě Benešových dekretů zestátněn. Sternbachové však na prosečském velkostatku nesídlili a ten tak měl vlastní správce. Okolo roku 1910 jím byl Alois Suchý, po jehož smrti v roce 1912 tuto funkci převzal Václav Jeníček. V roce 1918 velkostatek převzal Ferdinand Sternbach, jenž se o něj však příliš nestaral. Ten na zámku žil i po jeho přeměně na domov důchodců a zemřel v něm v roce 1978.